# Ievguenia Bourtassova
Pour les articles homonymes, voir Pavlova.
Ievguenia Aleksandrovna Bourtassova (en russe : Евгения Александровна Буртасова), née Pavlova le 9 juillet 1993 à Gourievsk, est une biathlète russe.

## Carrière
Ievguenia Bourtassova est active au niveau international à partir de 2012.
Elle devient championne du monde junior du sprint en 2014, gagnant l'argent au relais également.
Elle entre dans le circuit de l'IBU Cup pour l'hiver 2017-2018, gagnant une course à Uvat.
Elle fait ses débuts en Coupe du monde en décembre 2018 à Pokljuka, marquant ses premiers points avec une 31e place sur l'individuel. Pour sa deuxième course, le sprint, elle se classe huitième.
Un mois plus tard, elle monte sur son premier podium, en relais à Oberhof, avec deux autres novices. Elle est ensuite appelée pour ses premiers championnats du monde, à Östersund, où elle se classe notamment neuvième de la poursuite.
En 2020, elle remporte le titre de championne d'Europe du super-sprint.
La biathlète avait adopté, durant 8 ans, une gestuelle très personnelle et efficace pour replacer sa carabine sur le dos à l'issue de la séance de tir. Celle-ci, se traduisant par une rotation de l'arme, a été jugée "à risque" par l'Union internationale de biathlon, et interdite à l'issue de la saison 2020-2021. Durant cette saison 2020-2021, elle améliore sa meilleure performance avec deux sixièmes places au sprint d'Oberhof et l'individuel d'Antholz.

## Palmarès

### Jeux olympiques
| Édition \ Épreuve | Individuel | Sprint | Poursuite | Mass start | Relais | Relais mixte |
| ----------------- | ---------- | ------ | --------- | ---------- | ------ | ------------ |
| Pékin 2022        | 77e        | —      | —         | —          | —      | —            |

Légende : 
- — : non disputée par Bourtassova

### Championnats du monde
| Édition / Épreuve | Individuel | Sprint | Poursuite | Mass start | Relais | Relais mixte | Relais mixte simple |
| ----------------- | ---------- | ------ | --------- | ---------- | ------ | ------------ | ------------------- |
| Östersund 2019    | —          | 24e    | 9e        | 18e        | 5e     | 4e           | 6e                  |
| Pokljuka 2021     | —          | 51e    | 40e       | —          | 11e    | —            | 11e                 |

Légende :
* — : non disputée par Pavlova

### Coupe du monde
- Meilleur classement général : 34e en 2019.
- Meilleur résultat individuel : 6e
- 2 podiums en relais : 2 victoires

Dernière mise à jour le 24 janvier 2021

#### Classements en coupe du monde
| Saison    | Individuel | Individuel | Sprint | Sprint   | Poursuite | Poursuite | Mass start | Mass start | Général | Général  |
| Saison    | Points     | Position   | Points | Position | Points    | Position  | Points     | Position   | Points  | Position |
| --------- | ---------- | ---------- | ------ | -------- | --------- | --------- | ---------- | ---------- | ------- | -------- |
| 2018-2019 | 10         | 57e        | 79     | 36e      | 114       | 26e       | 29         | 33e        | 232     | 34e      |
|           |            |            |        |          |           |           |            |            |         |          |
| 2020-2021 | 46         | 22e        | 67     | 45e      | 65        | 37e       | 30         | 33e        | 208     | 35e      |

### Championnats d'Europe
| Édition / Épreuve | Individuel                       | Super sprint                     | Sprint | Poursuite | Relais mixte | Relais mixte simple   |
| ----------------- | -------------------------------- | -------------------------------- | ------ | --------- | ------------ | --------------------- |
| Minsk 2019        | 33e                              | Épreuve inexistante à cette date | 18e    | 6e        | —            | Médaille d'or, Europe |
| Minsk 2020        | Épreuve inexistante à cette date | Médaille d'or, Europe            | —      | —         | —            | 6e                    |
| Arber 2022        | Médaille d'or, Europe            | Épreuve inexistante à cette date | 19e    | 11e       | —            | Médaille d'or, Europe |

Légende :
*  : première place, médaille d'or
*  : deuxième place, médaille d'argent
*  : troisième place, médaille de bronze
* — : non disputée par Bourtassova
*  : pas d'épreuve

### Championnats du monde juniors
| Édition / Épreuve | Individuel | Sprint               | Poursuite | Relais                   |
| ----------------- | ---------- | -------------------- | --------- | ------------------------ |
| Presque Isle 2014 | 19e        | Médaille d'or, monde | 8e        | Médaille d'argent, monde |

Légende :
*  : première place, médaille d'or
*  : deuxième place, médaille d'argent
*  : troisième place, médaille de bronze

### Universiades
- Médaille d'or à la poursuite en 2015 à Štrbské Pleso.
- Médaille d'or au relais mixte en 2015.
- Médaille d'argent au sprint en 2015.

### IBU Cup
En comptant les podiums aux Championnats d'Europe :
- 12 podiums individuels, dont 5 victoires.
- 3 victoires en relais mixtes.